# まりの・るうにい
まりの・るうにい（Marino Lounie）は、日本の女性イラストレーター。

## 概要
東京都生まれ。パステル画で、稲垣足穂の書籍や、月刊ペン社の「妖精文庫」シリーズの表紙画などを多数描いた。2014年にGalerie LIBRAIRIE6で約40年ぶりの個展が開催された

## 著書
- 『月街星物園』北宋社、1979年
- 『パステル飾画 - わたしのファンタジー画帖より』美術出版社、1980年